# Union commerciale
 (décembre 2014).
Améliorez-le ou discutez des points à vérifier. 
 (janvier 2019).
Si vous disposez d'ouvrages ou d'articles de référence ou si vous connaissez des sites web de qualité traitant du thème abordé ici, merci de compléter l'article en donnant les références utiles à sa vérifiabilité et en les liant à la section « Notes et références ».
Une union commerciale est une association loi de 1901. Elle regroupe les acteurs de la vie économique du territoire (commerçants, artisans et professions libérales) afin de représenter les différents secteurs d'activités auprès des organismes publics (Communes, EPCI…) notamment. 
D'une part, elle a pour but de valoriser, dynamiser et fédérer les commerces et d'autre part, elle cherche à être force de propositions pour améliorer l'espace public (stationnement, façades, éclairages…).
L'association de commerçants va permettre de créer des liens entre ses membres, favoriser le dialogue et donc permettre de mieux se connaître et se comprendre les uns les autres et échanger les connaissances et compétences de chacun. Elle a aussi pour vocation de se mettre en lumière et de se vendre auprès de potentiels clients et partenaires. Ces derniers permettrons à l'association de disposer de fonds supplémentaires pour financer les actions de l'union commerciale (impact indirect sur les commerces) qui favorisent l'affluence de clients dans les commerces (impact direct sur les commerces).
Cependant, l'association n'a pas vocation à augmenter directement le chiffre d'affaires des commerces individuellement, mais de maintenir et développer l'activité économique de la ville dans sa globalité.